# Jean Debève
Pour les articles homonymes, voir Debève.
Jean Debève, né le 21 mai 1876 à Masny (Nord) et décédé le 10 septembre 1935 à Montigny-en-Ostrevent (Nord), est un homme politique français.

## Biographie
Fils de François Debève, ancien député du Nord, il est médecin, chef de clinique à Lille. Conseiller municipal de Montigny-en-Ostrevent de 1912 à 1935, conseiller général du canton de Douai-Sud de 1913 à 1935, il est député de la 2e circonscription de Douai de 1928 à 1932, siégeant au groupe de la Gauche radicale.

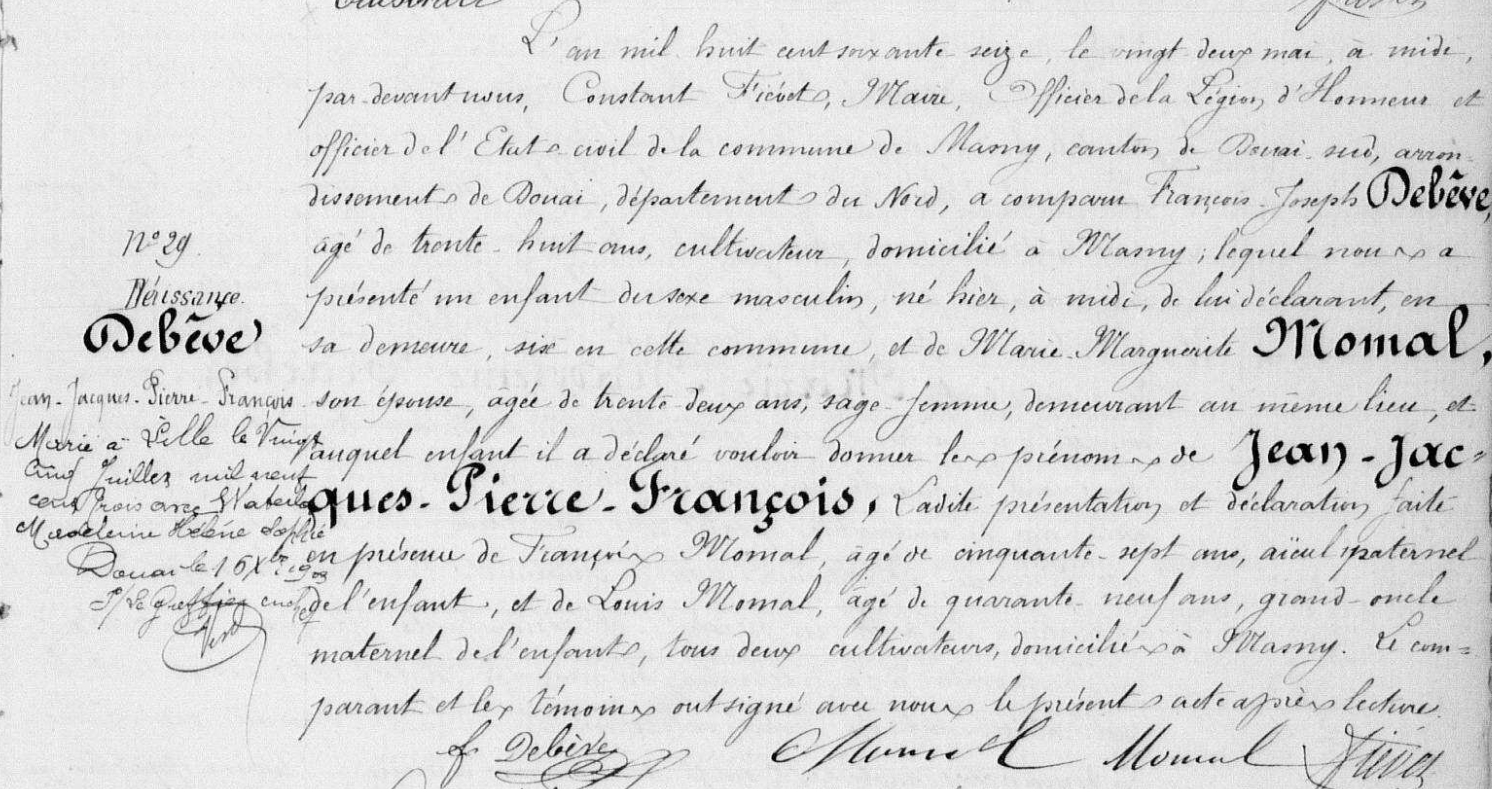
Son acte de naissance.
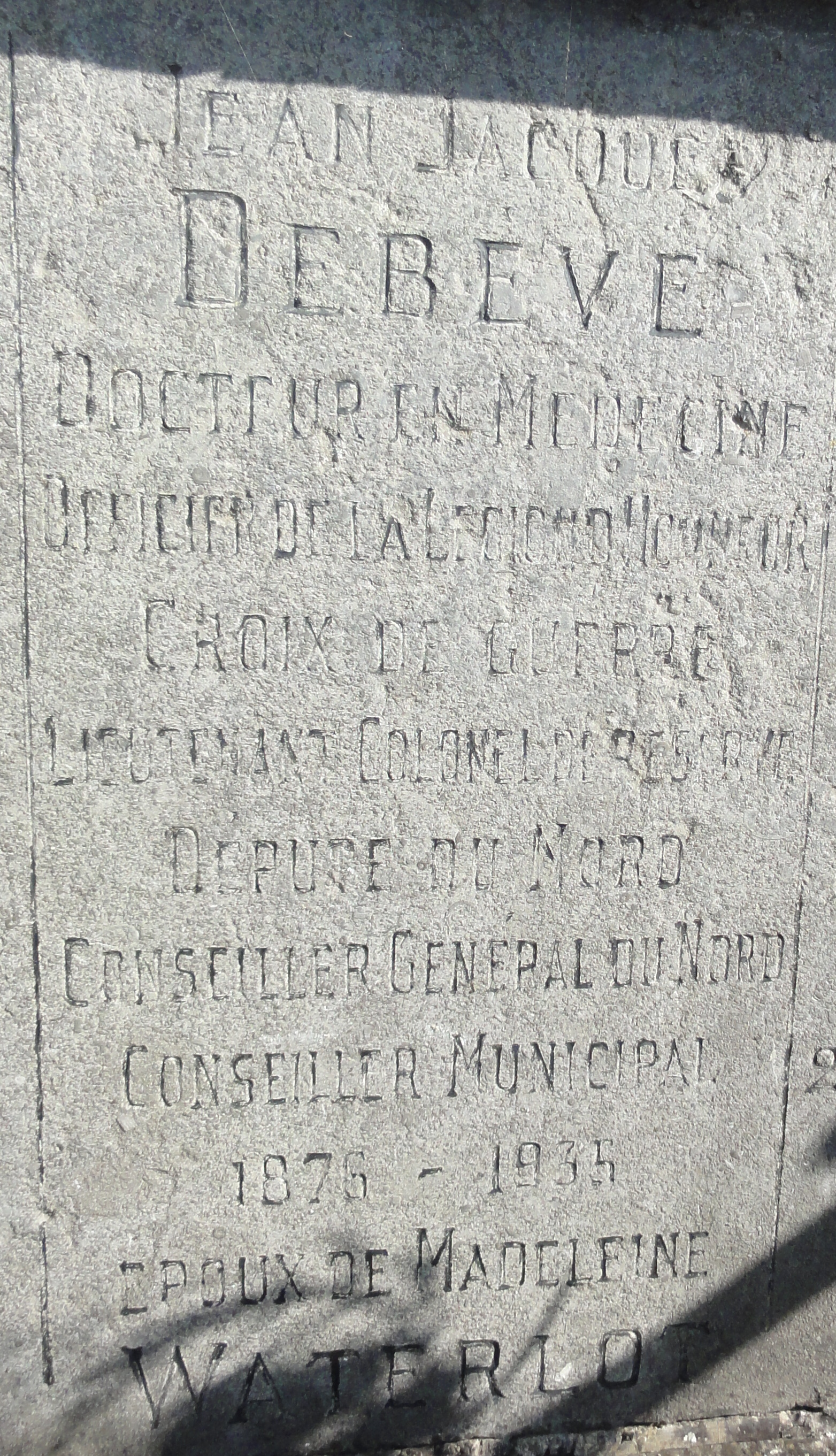
Sa stèle.